# Jawad Ahmad
Pour les articles homonymes, voir Ahmad.
Jawad Ahmad (né le 29 septembre 1970 à Lahore) est un chanteur et musicien pop pakistanais.